# Sondenentwöhnung
Unter Sondenentwöhnung versteht man die Umstellung von der künstlichen Ernährung  per Sonde auf eine orale Ernährung. Der Begriff wird bei Säuglingen und Kleinkindern verwendet. Am häufigsten findet die Sondenentwöhnung daher auf neonatologischen Intensivstationen (NICU) statt. Sie wird in der Regel von Kinderkrankenschwestern in Zusammenarbeit mit den Eltern durchgeführt.
Der Schwerpunkt bei der Begleitung liegt in der Verbesserung der mundmotorischen Fähigkeiten des Kindes und in der Begleitung der Eltern beim Umgang mit ihrem Kind. Ziel ist – aufgrund des positiven kognitiven Outcomes – der Übergang von der Sonde zum Stillen.
Säuglinge oder Kleinkinder, die eine Sondenentwöhnung durchleben, leiden sehr oft unter dem Phänomen der Sondenabhängigkeit bzw. -dependenz. Darunter versteht man die unbeabsichtigte physische und emotionale Abhängigkeit eines Betroffenen von einer ursprünglich als nur vorübergehend geplanten Sondierung bei gleichzeitigem Fehlen einer medizinischen Indikation. Die permanente Ernährung über eine Sonde hat ein Entwicklungsdefizit in der Entwicklung des Kindes zur Folge, weswegen ihre Entfernung oftmals als unabdingbar erscheint.